# ريتشارد مارشال
ريتشارد مارشال (بالإنجليزية: Richard Marshall)‏ هو لاعب كرة قدم أمريكية أمريكي، ولد في 12 ديسمبر 1984 في لوس أنجلوس في الولايات المتحدة.

## وصلات خارجية
- ريتشارد مارشال على موقع مرجع كرة القدم المحترفة.كوم (الإنجليزية)